# TSK Live News イット!
『TSK Live News イット!』（ティーエスケー ライブニュースイット）は、さんいん中央テレビ（TSK）で夕方に放送中の島根・鳥取両県向けのローカルワイドニュース番組である（フジテレビ発の全国ニュース『Live News イット!』を内包）。2020年9月27日まで『TSK Live News it!』のタイトルで放送されていた。新聞ラテ欄には『TSKnewsイット』とクレジットされている。

## 概要
キー局であるフジテレビが新たな報道番組として『Live News it!』（当時、以下同）をスタートさせることに伴い、2018年4月2日から1年間続いた『プライムニュースさんいん』の後継番組『TSK Live News it!』（ラテ欄クレジットは『TSKライブ[N]it!』）として2019年4月1日に放送を開始した。TSKでは多くの系列局と同様に『Live News』に移行後も全国ニュースとタイトルを統一し、ローカルニュース部分においても『Live News』を冠し、局の略称であるTSK（Television Shimane K.K.）を再び被せている。2020年9月28日よりフジテレビが番組タイトルを『Live News イット!』に変更したことに伴い、本番組もタイトルを『TSK Live News イット!』に変更。ローカルニュースは5分前倒しされ18:09 - 18:45となった。この時、山陰地方のテレビ局で一番早く始まるローカルニュース番組となり、番宣CMでは「山陰で一番早いニュース」というキャッチコピーを掲げた。

### タイトルロゴ
- 初代（2019年4月1日 - 2020年9月27日）

TSKLive News it!
上段は『TSK』（ゴシック体）、下段は『Live News』（改行）『it!』と表記。
- 2代目（2020年9月28日 - ）

TSK news イット! → TSK news イット!
『イット!』を大きく強調したデザイン配分となり、『TSK（ロゴ） news』はその上に小さめの文字で表記。「ティーエスケー・ニュースイット」と発音するが、その配置上「ティーエスケーニュース・イット」にも読める。

### 新型コロナウイルス感染対策の影響
2019新型コロナウイルスの感染対策としてソーシャルディスタンスが本番組でも実施されることとなり、2020年4月21日に岡部アナが自身のTwitterで「どんどん離れてゆく2人の距離…」と、山根アナとの距離が離れていくスタジオ風景をツイートした。その後4月27日には「ついに最終形態へ」と山根アナが出演休止となり、岡部アナのみになったスタジオ風景をツイートするに至り（山根アナは元気だという）、アンカー1人体制は5月15日まで続いた。

### 5時まえイット!（ごじまえイット!）
『イット!』へのリニューアルと同時に放送を開始した前座番組。16:45 - 16:50に放送されており、本編の予告も兼ねる。
オープニングCGは無く、時刻出しの箇所に本編ロゴのTSKロゴを『5時まえ』に置き換えた『5時まえ イット!』→『5時まえ イット!』ロゴが1行で表示されているのみ。

## 出演者

### 現在

#### 平日
スタジオキャスター
キャスターの都合で変更になる場合あり。
※基本は固定
| 月曜 - 水曜 | 木曜 - 金曜 |
| 男性        | 男性        |
| ----------- | ----------- |
| 平川翔也    | 福島睦      |
| 女性        |             |
| 村上遥      | 嶋村采音    |
| 気象予報士  |             |
| 藤谷裕介    |             |

取材キャスター・ナレーション
- 山下桃（月曜 - 木曜→木曜・金曜→不定期、2019年6月より2020年6月まで産休育休）[4]

#### 週末
- シフト勤務

### 過去
| 期間                                        | 期間           | キャスター | キャスター | キャスター | キャスター | キャスター | キャスター | キャスター | キャスター | キャスター | キャスター | 気象情報 |
| 期間                                        | 期間           | 男性       | 男性       | 男性       | 男性       | 男性       | 女性       | 女性       | 女性       | 女性       | 女性       | 気象情報 |
| 期間                                        | 期間           | 月         | 火         | 水         | 木         | 金         | 月         | 火         | 水         | 木         | 金         | 気象情報 |
| ------------------------------------------- | -------------- | ---------- | ---------- | ---------- | ---------- | ---------- | ---------- | ---------- | ---------- | ---------- | ---------- | -------- |
| 2019年4月1日                                | 2019年5月31日  | 山根収     | 山根収     | 山根収     | 山根収     | 岡本敦     | 山下桃     | 山下桃     | 坂西美香   | 迫田佳那   | 迫田佳那   | 藤谷裕介 |
| 2019年6月3日                                | 2019年8月2日   | 山根収     | 山根収     | 山根収     | 山根収     | 岡本敦     | 坂西美香   | 坂西美香   | 坂西美香   | 迫田佳那   | 迫田佳那   | 藤谷裕介 |
| 2019年8月5日                                | 2020年3月27日  | 山根収     | 山根収     | 山根収     | 山根収     | 岡本敦     | 岡部楓子   | 岡部楓子   | 迫田佳那   | 迫田佳那   | 迫田佳那   | 藤谷裕介 |
| 2020年3月30日                               | 2020年6月26日  | 山根収     | 山根収     | 山根収     | 山根収     | 岡本敦     | 岡部楓子   | 岡部楓子   | 岡部楓子   | 岡部楓子   | 岡部楓子   | 藤谷裕介 |
| 2020年6月29日                               | 2021年3月26日  | 山根収     | 山根収     | 山根収     | 山根収     | 岡本敦     | 岡部楓子   | 岡部楓子   | 岡部楓子   | 山下桃     | 山下桃     | 藤谷裕介 |
| 2021年3月29日                               | 2021年6月30日  | 山根収     | 山根収     | 山根収     | 山根収     | 岡本敦     | 岡部楓子   | 岡部楓子   | 岡部楓子   | 坂西美香   | 坂西美香   | 藤谷裕介 |
| 2021年7月1日                                | 2021年12月27日 | 山根収     | 山根収     | 山根収     | 山根収     | 岡本敦     | 原田笑     | 坂西美香   | 坂西美香   | 坂西美香   | 原田笑     | 藤谷裕介 |
| 2022年1月4日                                | 2023年3月24日  | 山根収     | 山根収     | 山根収     | 山根収     | 平川翔也   | 原田笑     | 坂西美香   | 坂西美香   | 坂西美香   | 原田笑     | 藤谷裕介 |
| 2023年3月27日                               | 2023年12月28日 | 福島睦     | 福島睦     | 福島睦     | 平川翔也   | 平川翔也   | 原田笑     | 岡部楓子   | 岡部楓子   | 岡部楓子   | 原田笑     | 藤谷裕介 |
| 2024年1月4日                                | 現在           | 平川翔也   | 平川翔也   | 平川翔也   | 福島睦     | 福島睦     | 村上遥     | 村上遥     | 村上遥     | 嶋村采音   | 嶋村采音   | 藤谷裕介 |
| - 迫田・原田・藤谷以外全員TSKアナウンサー。 |                |            |            |            |            |            |            |            |            |            |            |          |

## 放送時間
時刻表示はCM中も含め全編でTSKからのローカル送出で実施されているが、天気ループはローカルパート中（天気予報時除く）のみ送出される。また、時刻表示の文字も通常サイズに戻り、天気ループも時刻右横の配置に戻された。
平日版
- 15:45 - 19:00
  - このうち、15:45 - 18:09・18:48:30 - 19:00は東京発の『Live News イット!』。ただし、2020年4月27日から5月8日までは前述の理由で暫定的に18:49頃まで東京発の『Live News it!』。
  - 2023年4月3日より放送時間を15:45 - 19:00に変更。

週末版
- 17:30 - 18:00
  - このうち、17:30 - 17:46は東京発の『FNN Live News イット!』。

## ローカルニュースの配信
番組内で放送されるニュースも含めTSKのローカルニュースのすべては、TSKの公式ウェブサイトではなく、フジニュースネットワーク（FNN）の公式ウェブサイト「FNNプライムオンライン」ならびにYahoo! JAPANのニュースサイト「Yahoo!ニュース」（2020年9月に追加）において配信されている。